# بین اند کمپانی
بین اند کمپانی (انگلیسی: Bain & Company) شرکت مشاور مدیریت آمریکایی است، که در زمینه برنامه‌ریزی راهبردی و ارائه خدمات مشاور مدیریت به شرکت‌های خصوصی، عمومی و دولتی، سازمان‌های ناسودبر و دولتها فعالیت می‌کند.
شرکت بین اند کمپانی در سال ۱۹۷۳ توسط ۷ مدیر ارشد گروه مشاوره بوستون؛ به رهبری بیل بین و اریک کریس تأسیس شد و در حال حاضر مشاور شرکت‌هایی چون آمریکن اکسپرس، دویچه بانک، ای‌بی، یونی‌کردیت، هیولت پاکارد، سیتی‌گروپ، مونسانتو، سیرز، استیپلز، تی‌جی‌ایکس، هوم دیپو، تی‌پی‌جی کپیتال، وولزلی، برگر کینگ و ویپرو می‌باشد.
دفتر مرکزی این شرکت در شهر بوستون، ماساچوست، ایالات متحده آمریکا قرار دارد. هم‌اکنون شرکت‌های بین اند کمپانی، گروه مشاوره بوستون و مک‌کینزلی اند کمپانی به عنوان ۳ شرکت بزرگ مشاور مدیریت جهان شناخته می‌شوند.